# Тулун
Тулун (рус. Тулун) град је у Русији у Иркутској области. Према попису становништва из 2010. у граду је живело 44.603 становника.

## Становништво
Према прелиминарним подацима са пописа, у граду је 2010. живело 44.603 становника, -7.245 (-13,97%) више него 2002.
| 1939.  | 1959.  | 1970.  | 1979.  | 1989.  | 2002.  | 2010.  |
| ------ | ------ | ------ | ------ | ------ | ------ | ------ |
| 28.000 | 41.783 | 49.440 | 51.770 | 52.903 | 51.848 | 44.611 |